# Donzell arbustiu
El donzell arbustiu o donzell bord (Artemisia arborescens), planta amb flors del gènere Artemisia de la família de les asteràcies. També s'anomena absenta, cogombre amarg, donzell, donzell de muntanya, herba de Sant Joan i mata del donzell. També s'han recollit les variants lingüístiques albrótano i cobrombo amarg.

## Morfologia

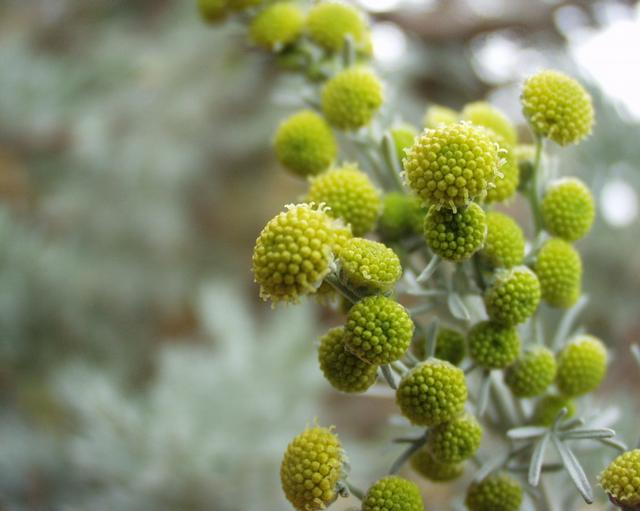
Inflorescència

És una planta perenne llenyosa erecta, sovint de més d'un metre d'alçada. Les fulles són aromàtiques, finament dividides i de color blanc platejat. Les flors es presenten en capítols reunits en panícules esfèriques de color groc. Floreix de juny a juliol. És una herba molt semblant a l'espècie del mateix gènere, Artemisia absinthium, de la qual s'extreu el conegut licor d'absenta.

## Distribució
És una planta nativa de la zona mediterrània i del Iemen. Es troba cultivada i més o menys naturalitzada en diverses contrades mediterrànies marítimes del Països Catalans, P. Valencià i Illes Balears.

## Taxonomia
Aquest tàxon va ser publicat per primer cop l'any 1753 a l'obra Species Plantarum de Carl von Linné. El nom del gènere deriva d'Artemísia II de Cària, reconeguda com a botànica. L'epítet específic d'arrel llatina significa "semblant a un arbre".

### Sinònims
Els següents noms científics són sinònims d'Artemisia arborescens:
- Absinthium arborescens Moench
- Absinthium argenteum Besser
- Artemisia argentea Seb. & Maur. ex Willk. & Lange
- Artemisia elegans Salisb.